# Sable Island (Papua-Neuguinea)
Sable Island (auch Sable Islet oder Sand Island) ist eine kleine, unbewohnte Insel der Nuguria-Inseln im Pazifischen Ozean, etwa 16 km südwestlich des Nuguria-Atolls gelegen. Das rund 2 m hohe Eiland ist von einem Korallenriff umsäumt. Sable Island gehört politisch zu Papua-Neuguinea und dort zum Atolls Local Level Government des North Bougainville Districts in der autonomen Region Bougainville.